# Fujinkōron
Fujinkōron (婦人公論, Revue des femmes) est un magazine féminin mensuel fondé par la maison d'édition japonaise Chūōkōronsha. Son premier numéro est publié en janvier 1916. Destiné à un public éduqué, il diffuse des œuvres de la littérature japonaise et accompagne le développement de la condition sociopolitique et culturelle des femmes japonaises.

## Présentation
À la fin de l'ère Meiji (1868-1912), des femmes se mobilisent pour faire entendre leur voix dans un pays dirigé par des hommes. En 1907, Fukuda Hideko, une féministe japonaise, fonde le journal Le Monde des femmes. Quatre ans plus tard, Raichō Hiratsuka, écrivaine et journaliste, lance Seitō, la première revue littéraire féministe japonaise. En juillet 1913, s'inspirant de ces initiatives, la maison d'édition japonaise Chūōkōronsha lance la publication d'un supplément à son mensuel Chūōkōron. Destiné à un public féminin, il rencontre un succès tel que l'éditeur le publie, à partir de janvier 1916, sous la forme d'un magazine mensuel : Fujinkōron (Revue des femmes),.
Dès ses premières parutions, en se faisant l'avocat de l'émancipation politique et sociale de la population féminine, Fujinkōron se distingue des autres  magazines féminins qui proposent des conseils pratiques et mettent en avant les modes de vie propres aux Japonaises de l'ère Taishō (1912-1926). Auprès d'un public éduqué, il promeut notamment les droits des femmes et l'égalité des sexes,. Le traitement, dans ses colonnes, de sujets tabous, comme la sexualité et la place des femmes dans la famille traditionnelle, ne manque pas de susciter des polémiques,.
Au tout début de l'ère Shōwa (1926-1989), Fujinkōron commence à publier des autobiographies de personnalités féminines et des œuvres littéraires d'écrivains réputés. La guerre du Pacifique (1941-1945) impose une interruption de diffusion entre mars 1944 et avril 1946. Pendant la période d'après-guerre, Fujinkōron se montre favorable aux changements démocratiques impulsés par l'occupant américain. Dans les années 1970, le magazine est une caisse de résonance pour le Women's Lib. En février 1999, le titre de presse est repris par le Yomiuri shinbun, la Chūōkōronsha étant devenue une de ses filiales sous le nom de Chūōkōron Shinsha.

## Prix de littérature
Le prix Fujinkōron de littérature a été créé en 2001, par la maison d'édition Chūōkōron Shinsha. Ce prix littéraire, successeur du prix de littérature féminine, récompense, chaque année, des œuvres, romans ou essais, abordant un sujet concernant les femmes. Il n'est plus attribué depuis 2006.